# Taillant
Taillant é uma comuna francesa na região administrativa da Nova Aquitânia, no departamento de Charente-Maritime. Estende-se por uma área de 4,96 km². Em 2010 a comuna tinha 180 habitantes (densidade: 36,3 hab./km²).